# Líneas Aéreas del Estado
Líneas Aéreas del Estado (kurz LADE) ist eine staatliche argentinische Regionalfluggesellschaft mit Sitz in Buenos Aires. Sie ist Teil der argentinischen Luftwaffe, der Fuerza Aérea Argentina.

## Geschichte
Im Jahre 1940 gründete die argentinische Regierung die Fluggesellschaft Líneas Aéreas del Sudoeste (LASE), um abgelegene Ortschaften Argentiniens mit Passagier-, Fracht- und Postdiensten zu erschließen. Am 4. September desselben Jahres wurde der erste Flug zwischen dem Militärflugplatz El Palomar bei Buenos Aires und Esquel durchgeführt. In den Jahren danach wurde Líneas Aéreas del Noreste (LANE) gegründet, die ab dem 6. Januar 1944 Buenos Aires mit Puerto Iguazú verband. Am 23. Oktober 1944 wurden beide Fluggesellschaften zur heutigen Líneas Aéreas del Estado (LADE) vereinigt.

## Flugziele
LADE bietet hauptsächlich Flüge innerhalb Patagoniens an. Dabei werden in Mehrsektoren-Flügen auch viele kleine Städte abgedeckt, die sonst nicht aus der Luft erreichbar wären.
Zwischen 1972 und 1982 bot LADE Flugverbindungen zwischen Comodoro Rivadavia und den Falklandinseln an, die jedoch nach dem Falklandkrieg abgebrochen wurden.

## Flotte

### Aktuelle Flotte
Mit Stand November 2017 besteht die Flotte der LADE aus vier Flugzeugen mit einem Durchschnittsalter von 26,5 Jahren:
| Flugzeugtyp | Anzahl | Luftfahrzeugkennzeichen | Anmerkungen | Sitzplätze |
| ----------- | ------ | ----------------------- | ----------- | ---------- |
| Saab 340B   | 4      | T-31                    |             | 34         |
| Saab 340B   | 4      | T-32                    |             |            |
| Saab 340B   | 4      | T-33                    |             |            |
| Saab 340B   | 4      | T-34                    |             |            |
| Gesamt      | 4      |                         |             |            |

### Ehemalige Flugzeugtypen
Im Laufe ihres Bestehens betrieb LADE auch folgende Flugzeugtypen:
- Boeing 707
- de Havilland Canada DHC-6 Twin Otter
- Douglas DC-3
- Douglas DC-4
- Douglas DC-6
- Fokker F-27 Friendship
- Fokker F28 Fellowship
- Junkers Ju 52/3m
- Lockheed L-100 Hercules
- Vickers Viking

## Zwischenfälle
- Am 17. September 1947 wurde eine Vickers Viking 1B der Líneas Aéreas del Estado (LADE) (Luftfahrzeugkennzeichen T-4) bei einem Unfall auf dem Flughafen Buenos Aires-Jorge Newbery (Argentinien) irreparabel beschädigt. Über Personenschäden ist nichts bekannt.[5]

- Am 9. Juni 1953 musste mit einer Vickers Viking 1B der Líneas Aéreas del Estado (LADE) (T-6) nahe der Stadt Juan A. Pradere in der Provinz Buenos Aires (Argentinien) eine Notlandung durchgeführt werden, nachdem beide Triebwerke wegen Treibstoffmangels ausgefallen waren. Auf dem Flug nach Comodoro Rivadavia geriet die Maschine in Nebel, woraufhin der Kommandant beschloss, nach Bahia Blanca zurückzukehren. Dabei verloren die Piloten die Orientierung, gerieten über das Meer, flogen wieder Richtung Land und landeten ohne Motorleistung in einem Gelände mit Bäumen und Büschen. Als eine Tragfläche gegen einen Baum prallte, wurde das Flugzeug irreparabel beschädigt. Alle 23 Insassen überlebten den Unfall.[6]

- Am 11. Januar 1957 verunglückte eine Vickers Viking 1B der Líneas Aéreas del Estado (LADE) (T-11) beim Start vom Flughafen Buenos Aires-Jorge Newbery (Argentinien). Bei Seitenwind kollidierte das Flugzeug mit Bäumen, überquerte eine Straße und krachte in den Club de Pescadores am Ufer des Rio de la Plata. Von den 32 Insassen kamen 17 ums Leben, drei Besatzungsmitglieder und 14 Passagiere. Außerdem wurde ein Fußgänger getötet.[7]

- Am 13. Mai 1957 flog eine aus Buenos Aires kommende Vickers Viking 1B der Líneas Aéreas del Estado (LADE) (T-3) im Anflug auf den Flughafen San Carlos de Bariloche (Provinz Río Negro, Argentinien) in bergiges Gelände bei Cerro Meta, 30 Kilometer südwestlich des Flughafens. Bei diesem CFIT (Controlled flight into terrain) wurden alle 15 Insassen, fünf Besatzungsmitglieder und 10 Passagiere, getötet.[8]

- Am 7. August 1977 wurde eine de Havilland Canada DHC-6-200 Twin Otter der Líneas Aéreas del Estado (LADE) (T-87) 18 Kilometer nordöstlich des Flugplatzes El Bolson (Argentinien) ins Gelände geflogen. Durch diesen CFIT (Controlled flight into terrain) wurden alle 6 Insassen getötet, vier Besatzungsmitglieder und 2 Passagiere. Das Wrack wurde erst nach vier Tagen gefunden.[9]

- Am 23. Oktober 1996 stürzte eine von der Líneas Aéreas del Estado betriebene Boeing 707-372C der Argentinischen Luftstreitkräfte (LV-LGP) 750 Meter vor der Landebahn am Flughafen Buenos Aires-Ezeiza ab. Sie befand sich auf einem Frachtflug von Santiago de Chile nach Buenos Aires. Die Besatzung versäumte es, den Sinkflug frühzeitig einzuleiten. Als der Kapitän seinen Fehler bemerkte, ließ er abrupt die Störklappen ausfahren, wodurch die Flugzeugnase nach unten gedrückt wurde. Da die Maschine sich zu diesem Zeitpunkt auf einer Höhe von 900 bis 1000 Metern befand, blieb nicht mehr genug Zeit, um die abnorme Fluglage zu korrigieren. Die Maschine schlug 750 Meter vor der Landebahn hart auf dem Boden auf und ging in Flammen auf. Zwei der acht Besatzungsmitglieder kamen ums Leben (siehe auch LADE-Flug 5025).[10]